# Galerie Lyceum
Galerie Lyceum was een Brusselse vereniging van vrouwelijke beeldende kunstenaars.

## Geschiedenis
Galerie Lyceum werd gesticht in 1911 door onder meer Alice Ronner, Emma Ronner, Anna Boch, Louise Danse, Marie Danse, Juliette Wytsman, Berthe Art en Ketty Gilsoul-Hoppe. In datzelfde jaar hield de galerie haar eerste groepstentoonstelling. Alles wees er toen al op dat deze vereniging geen lang leven beschoren was. Na de Vereeniging van Schilderessen en Beeldhouwsters en de Cercle des Femmes Peintres was dit de derde vereniging in Brussel bedoeld voor vrouwelijke beeldende kunstenaars.